# Jindřich Vodák
Jindřich Vodák (8. listopadu 1867 v Lysé nad Labem – 10. dubna 1940 v Praze) byl český literární a divadelní kritik, překladatel, středoškolský učitel, ministerský úředník.

## Život
Po maturitě na Prvním českém reálném gymnáziu ve Spálené ulici v Praze pokračoval studiem romanistiky, germanistiky a bohemistiky na filozofické fakultě Univerzity Karlovy, po sedmi semestrech však studia zanechal. Nejprve v letech 1891-1894 působil v redakci Ottova slovníku naučného, kde psal a posléze též redigoval literárněvědná hesla, zejména z frankofonní oblasti. Od roku 1894 vyučoval francouzštinu a němčinu na středních školách v Kutné Hoře, Hradci Králové, Lounech (zde byl jeho studentem dekadentní spisovatel Arthur Breisky, jehož dílo nepřijal jako literární kritik zrovna příznivě). Po sňatku s Antonínou Vodákovou, roz. Dobšovou (1873–1947), se v srpnu 1899 vrátil do Prahy. Vedle své učitelské profese na žižkovské reálce (jeho žáky byli mimo jiné i Stanislav Neumann a Jaroslav Marvan) se od ledna 1899 doživotně věnoval soustavné žurnalistické činnosti. Po vzniku ČSR byl povolán na Ministerstvo školství a národní osvěty, kde byl odborovým a později ministerským radou pro oblast divadla a literatury. I po odchodu do penze (únor 1928) působil nadále jako ministerský referent a odborný poradce. V roce 1929 obdržel čestný doktorát filozofie Komenského univerzity v Bratislavě.
Byl činný jako literární a divadelní kritik v Literárních listech, Nivě, Rozhledech. Od roku 1898 v dalších periodikách: Čas, Lidové noviny, Rozvoj, později kulturním referentem Českého slova. V roce 1908 spolu s Josefem Svatoplukem Macharem redigoval literární časopis Novina, v letech 1920–1922 redigoval týdeník Jeviště. Všude uveřejňoval obsažné a břitké kritiky, někdy pod zkratkou v. d. Přeložil do češtiny několik románů francouzských autorů. Po jeho úmrtí manželka Antonína uspořádala žurnalistickou pozůstalost, pod editorským vedením Josefa Trägera a Alberta Pražáka vyšlo v letech 1941–1953 pět svazků Vodákových divadelních kritik.

## Citáty
Návštěvník divadelních premiér si zvykl vždy vídat nejpilnějšího ze všech vychutnavačů kouzla i napětí těchto večerů: Jindřicha Vodáka. Asi žádná premiéra dosud se nekonala bez něho a asi žádná překážka dosud nezpůsobila, aby některou vynechal... Je tak pilným a svědomitým účastníkem divadelních večerů, že se zdá jejich náležitostí. Bez něho by divadlo nebylo plné. Usedl na své místo, teď opona se může teprve zvednout. Hraje se pro něho více, než pro celé řady křesel s návštěvníky. Je ze všech nejvěrnější a nejstálejší.
 František Langer
A Jindřich Vodák byl především svrchovaně zaníceným a zasloužilým divadelníkem, který svým širokým, všestranným rozhledem, obsažným, badatelsky svědomitým a pronikavým vzděláním, svou znalostí dějin minulosti a přítomnosti našeho i světového divadla, podrobným studiem herectví a houževnatou výkonností byl nejen nejzávažnější kritickou osobností své generace i doby, vytvořil nutné kulturní ovzduší pro možný vývoj a rozmach našeho divadelního života, ale stal se svým nevyrovnatelným uměním postřehu, slova a soudu zakladatelem moderní české divadelní kritiky. 
Karel Engelmüller

## Dílo, výběr

### Překlady
- Camille Flammarion – Konec světa (1895)
- Luigi Gualdo – Úpadek (1893)
- Pedro Antonio de Alarcón – Ježíšek (1893)
- Chateaubriand – Atala (1898)
- Chateaubriand – René (1898)
- Stendhal – Červený a černý (1899)[8].

### Divadelně-kritické práce
- Dva pamětné medailonky (1932) [9]
- Idea Národního divadla (1933) [10]
- Kapitoly o dramatě (1941, rozšířené vydání 1947)
- Eduard Vojan (1945)
- Cestou (1946) [11]
- Shakespeare (1950)
- Tři herecké podobizny (1953)
- Tváře českých herců (1967)
- Jindřich Vodák k historii českého divadla (2017)